# Roelos de Sayago
Roelos de Sayago település Spanyolországban,  Zamora tartományban. Roelos de Sayago Salce, Villar del Buey, Bermillo de Sayago, Almeida de Sayago, Carbellino és Monleras községekkel határos. Lakosainak száma 138 fő (2024).

## Népesség
A település népessége az utóbbi években az alábbiak szerint változott:
| Lakosok száma | 157  | 153  | 147  | 180  | 184  | 175  | 165  | 149  | 138  | 138  |
|               | 2001 | 2004 | 2007 | 2009 | 2012 | 2014 | 2017 | 2019 | 2022 | 2024 |